# Desneanske, Korop
Desneanske (în ucraineană Деснянське) este localitatea de reședință a comunei Sverdlovka din raionul Korop, regiunea Cernihiv, Ucraina.

## Demografie
Componența lingvistică a localității Desneanske
     Ucraineană (98,24%)
     Rusă (1,76%)
Conform recensământului din 2001, majoritatea populației localității Desneanske era vorbitoare de ucraineană (98,24%), existând în minoritate și vorbitori de rusă (1,76%).